# Fjuk
Fjuk (spreek uit als: fjUk; IPA: [fjʏk]) is een eilandengroep in het noordoostelijke gedeelte van het Vättermeer in zuid-Zweden. Het ligt in de gemeente Motala in Östergötland.

Het totale landoppervlak van Fjuk is ongeveer 3,5 hectare. Fjuk is ongeveer 600 meter lang en 200 meter breed, en bestaat eigenlijk uit drie dicht bij elkaar op een rij gelegen eilandjes: van zuid naar noord Jällen, Mellön en Skallen. Fjuk ligt ±12 km uit de kust ten westen van Motala en is sinds 1966 onbewoond.
De wateren rondom Fjuk worden veel gebruikt door sportvissers, en Fjuk zelf wordt bezocht door watersporters en natuurliefhebbers. Er mag op Fjuk niet overnacht worden.

## Natuurgebied en militair schietterrein
De eilanden maken deel uit van het natuurgebied Motalabuktens Öars Naturreservat (Natuurreservaat ‘Motalabaai eilanden’).
Fjuk ligt in het 17,5 km veiligheidsgebied van de militaire schietbaan Hammarnäset ten noorden van Karlsborg. En in het 12,5 km veiligheidsgebied van de militaire schietbaan Klubbudden in Motala. Op tijden waarop er geschoten wordt zorgen patrouilleboten van de krijgsmacht ervoor dat er geen schepen komen in het gebied waar geschoten wordt.

## Geografie en geologie
Fjuk ligt in een rij van rotsachtige eilanden die van noord naar zuid in het Vättermeer liggen en ontsluitingen zijn van het Visingsö-keienbed dat de bodem en oevers van het meer bedekt. Het keienbed en de rij van eilanden ontstonden door slenkvorming tijdens een glaciaal in het late pre-cambrium (>542 Ma geleden).
Jällen, het zuidelijke eiland, is het kleinst. Het is ongeveer 225m x 55m met een landoppervlakte van bijna 1 ha..

Het middelste eiland, Mellön, meet ongeveer 190m x 126m en heeft een oppervlakte van bijna 1½ ha..

Skallen is het noordelijkste eiland en heeft ook een oppervlakte van bijna 1½ ha.. Het  is ongeveer 222m x 90m, en biedt een natuurlijke haven.
Het hoogste punt van Fjuk ligt ongeveer 100m boven zeeniveau, wat ongeveer 12,5m boven de waterspiegel in het Vättermeer is.
De stranden van Fjuk zijn steil en rotsachtig en kunnen alleen worden bereikt bij kalm weer. De zandige ondiepe bodem maakt het eiland moeilijk te bereiken. Alleen Skallen heeft een aanlegplaats voor boten.

## Geschiedenis

### Vuurtoren
In 1851 begon op het noordelijke eiland Skallen de bouw van een ongeveer 15m hoge, achthoekige, conische, rood geschilderde houten vuurtoren. Een identieke vuurtoren stond aan het Vänermeer, op Hjörtens Udde (Kaap Hjörtens), 15 km ten oosten van Erikstad. Ook werden er op Skallen woonhuizen en wat bijgebouwen gebouwd voor de twee vuurtorenwachters en hun gezinnen. De toren werd in 1852 in gebruik genomen. In 1887 werd het personeelsbestand uitgebreid tot 3 personen en met hun gezinnen woonden 17 mensen op het kleine eiland.
In 1889 werd een nieuwe vuurtoren geplaatst op het dak van het woonhuis van de hoofdwachter. De oude toren werd in 1891 afgebroken.
Nadat in 1910 een nieuwe onbemande vuurtoren gereed was woonde er niemand meer op Fjuk. De woningen werd afgebroken. De nieuwe ronde betonnen toren was 9,4 m hoog. Het was een van de eerste onbemande vuurtorens in Zweden. In 1977 werd de vuurtoren-apparatuur vervangen door elektronica en twee zonnepanelen.

### Kluizenaar
Vanaf 1914 vestigde zich een visser, Erik Zetterblad (1884-1966) op Skallen. Hij werd de "Enslingen på Fjuk" (“Kluizenaar van Fjuk”) genoemd. Eerst woonde hij in een oude schuur die was blijven staan nadat de vuurtorenwachterswoningen waren afgebroken. Later groef hij naast de oude schuur een kelder en plaatste een fundering waarop hij een houten huisje bouwde dat zijn woonhuis werd.
Hij verkocht de vis die hij op het meer ving in Vadstena. Op het eiland verbouwde hij aardappels. Hij ontving een klein inkomen voor het beheer en onderhoud van het vuurtorengebouw.

Af en toe verbleven andere vissers in een hut op Fjuk.
Zetterblad was een aantal maal betrokken bij het redden van opvarenden van schepen die in moeilijkheden waren gekomen op het Vättermeer.
Hij overleed eind 1966, na 52 jaar op Fjuk gewoond te hebben.
Zijn huisje werd in 1978 afgebroken.

## Trivia
- Toen de Amerikaanse president Donald Trump op 12 december 2019 op twitter de Zweedse Greta Thunberg aanviel, die juist was uitgeroepen tot Time Magazine's Person of the Year, reageerde presentator Stephen Colbert daarop door Trump “uit te nodigen voor een bezoek aan dit Zweedse eiland” met de woorden: “Since Thunberg is Swedish, let me put this in culturally appropriate terms. Mr. President, go Fjuk yourself. Which I can say on CBS, because Fjuk is an island in Sweden”[13]

## Foto’s

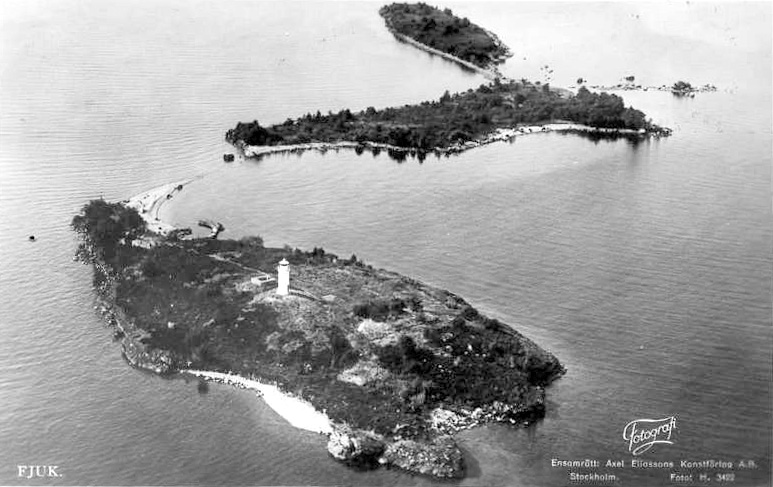
Fjuk gezien vanuit de lucht. Op de voorgrond Skallen met de betonnen vuurtoren. Daarachter Mellön en daarachter Jällen
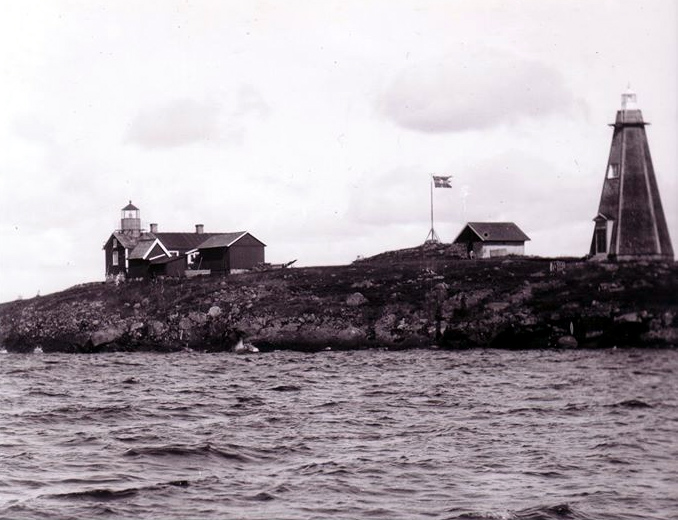
Fjuk in 1891. De "nieuwe" (1889) vuurtoren op Skallen links en de "oude" (1852) rechts.
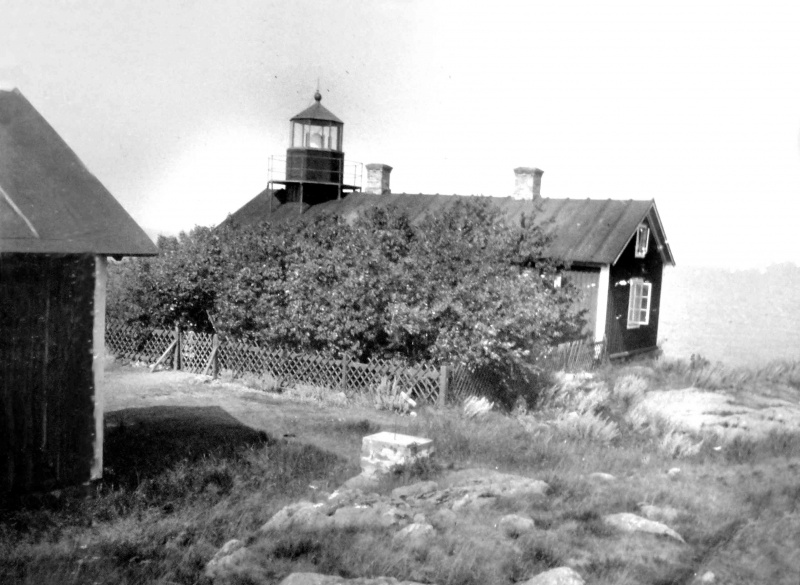
Fjuk in 1910. De tweede vuurtoren (1889) op het hoofdwachtershuis.
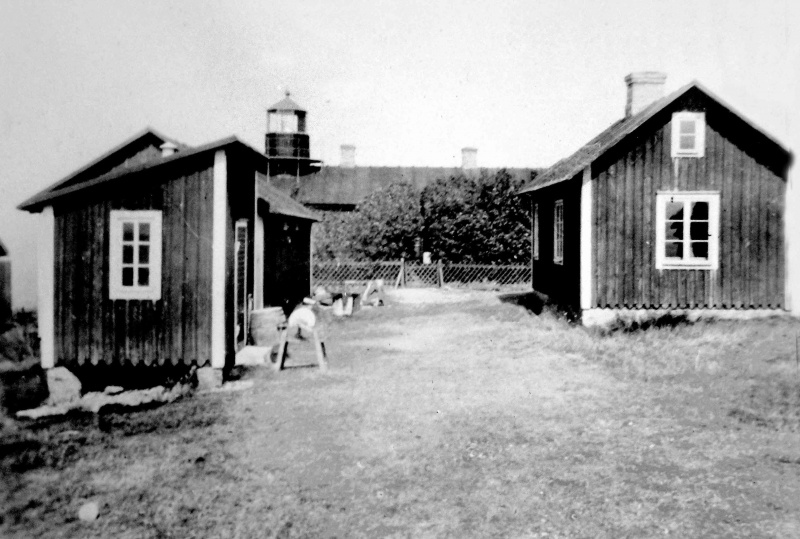
Fjuk in 1909. De tweede vuurtoren (1889) op het hoofdwachtershuis.